# والله زمان يا سلاحي
والله زمان يا سلاحي، هي نشيد وطني للجمهورية العربية المتحدة (مصر)، كتبه صلاح جاهين ولحّنه كمال الطويل وغنتها الفنانة أم كلثوم، أنتجت الأغنية عام 1956 وتم استخدامها رسمياً من 1961 إلى 1971 في فترة حكم جمال عبد الناصر. كما أنه أُستخدمَ في العراق أيضا للفترة (1963-1981) وأُستخدمَ في ليبيا من 1969 إلى 1977.

## كلمات النشيد
والله زمــان يـا سـلاحـي
اشتـقـت لـك في كـفـاحي
انطق وقـول أنـا صاحـي
يــا حــرب والله زمــان
والله زمـان ع الجــنــود
زاحفة بـتـرعـد رعـود
حالـفة تـروح لن تـعـود
إلا بـنـصــر الـزمــان
همـوا وضـمـوا الصـفـوف
شيلوا الحياة ع الكفوف
ياما العدو راح يـشـوف
منكـم في نـار المـيـدان
يـا مجـد يا يـا مجـدنـا
يا اللي اتبنـيت عندنا
بـشـقــانـا و كــدنــا
عـمـرك مـا تبقى هـوان
مصر الحرة مين يحميهــــا
نحـميهـا بـسلاحـنـــا
أرض الثورة مين يفديهـا
نفـديها بأرواحـنــا
الشعب بيزحـف زى النور
الشعب جبال الشعـب بحور
بركان غضبان بركان بيفور
زلزال بيـشق لهم في قبور

## وصلة خارجية
- Information, Audio, Lyrics, and Sheet Music on Walla Zaman Ya Selahy